# Quinebaug Valley Trout Hatchery
Quinebaug Valley Trout Hatchery ist eine staatliche Fischzucht im US-Bundesstaat Connecticut auf dem Gebiet der Gemeinde Plainfield. Die Fischzucht ist eine der größten im Osten der Vereinigten Staaten und produziert jährlich mehr als 575.000 pounds (260.000 kg) Forellen.

## Beschreibung
Die Fischzucht wurde 1971 auf einem Gelände von 2000 acre (809 ha) Größe angelegt. 14 Quellen sorgen dafür, dass ganzjährig mindestens 18.927 l pro Minute zur Verfügung stehen, die für die Forellen benötigt werden. Die Anlage liegt zwischen dem Quinebaug River im Norden, dem Shepherd Hill im Osten und dem Moosup River im Süden.
Die Hatchery ist weitestgehend automatisch gesteuert mit einem großen technischen Aufwand an Überwachungsanlagen. Sie besteht aus 4 großen Bereichen:
- Hatch House (dt. "Bruthaus") in dem die Fischeier besamt und bis zum Schlupf gepflegt werden. Wenn die Fische 7 cm Länge erreicht haben (fingerlings), werden sie in die
- Intermediate Tanks (dt. Mittlere/Zwischen-Behälter) verbracht, 30 runde Tanks mit einem Durchmesser von jeweils 20 ft (6 m). Jedes dieser Bassins kann bis zu 30.000 Fische aufnehmen. Dort bleiben sie, bis sie auf maximal 20 cm herangewachsen sind. Dann werden sie in
- Grow Out Tanks (dt. Auswachs-Behälter) gebracht. Diese 40 Bassins haben jeweils 50 feet (15 m) Durchmesser und sind mit Netzen gegen Greifvögel geschützt. Jeder dieser Tanks kann bis zu 13.000 Fische aufnehmen. Nachdem sie diesen Tanks entwachsen sind, werden die Forellen in Angelgewässern (z. B. in State Parks) ausgesetzt.
- Brood Stock Raceways (Laichfisch-Rennstrecken). Für die Fische, die den Laich liefern sollen, gibt es 20 "Rennbecken" mit einer Länge von 15 m und 2 m breite, damit die erwachsenen Fische sich gut ausschwimmen können, bis ihr Laich geerntet wird.

Die Fischzucht "produziert" Regenbogenforellen, Forellen und Bachsaiblinge.

## Freizeitaktivitäten
Die Fischzucht ist für Besucher und Besuchergruppen geöffnet. Alle Produktionsprozesse können beobachtet werden und es gibt einen "Childrens Fishing Pond" an dem Kinder sich im Angeln versuchen dürfen.
An der Hatchery beginnt auch der Trolley Trail der zu Plainfields Wauregan National Historic Register District führt, einem Mühlendorf aus dem 19. Jahrhundert mit einer steinernen Baumwoll-Spinnerei.